# زمین‌لرزه ۲۰۱۱ اندونزی
زمین‌لرزه‌های اندونزی  در تاریخ ۵ سپتامبر ۲۰۱۱ میلادی، برابر با ‎۱۴ شهریور ۱۳۹۰، ساعت ۱۷:۵۵:۱۳٫۰ به زمان یوتی‌سی در اندونزی ، منطقه آچه رخ داد.ژرفای این زلزله ۱۱۰٫۱ کیلومتر بود. بزرگی آن ۶٫۶ در مقیاس mb بدست آمده‌است.
شمار کشتگان نزدیک به ۳ نفر گزارش شده‌است.
پروژهٔ جهانی تنسور گشتاور مرکزوار پارامتر زمان مرکزوار زمین‌لرزه را با اختلاف ۲٫۰ ثانیه نسبت به زمان رخداد اشاره شده در بالا و مختصات مرکزوار را در ۲°۵۳′شمالی ۹۷°۵۰′شرقی / ۲٫۸۹°شمالی ۹۷٫۸۴°شرقی محاسبه کرد و همچنین، ژرفا در ۹۴٫۴ کیلومتر بدست آمده‌است. در این محاسبات زاویه‌های (راستا، شیب، ریک) گسل سازندهٔ زمین‌لرزه و صفحه عمود بر آن برابر با (°۱۰۲، °۱۲، °-۱۲۸) یا (°۳۲۱، °۸۱، ° -۸۳) حاصل شده‌است.